# Ліціній Мененій Ланат
Ліці́ній Мене́ній Лана́т (лат. Licinus/Lucius Menenius Lanatus; також Луцій Мененій Ланат; V—IV століття до н. е.) — політичний, державний і військовий діяч Римської республіки; чотириразовий військовий трибун з консульською владою 387, 380, 378 і 376 років до н. е.

## Біографічні відомості
Походив з патриціанського роду Мененіїв. Про дитинство, молоді роки та батьків відомості не збереглися.

### Перша трибунська каденція
У 387 році до н. е. його було вперше обрано військовим трибуном з консульською владою разом з Луцієм Папірієм Курсором, Луцієм Валерієм Публіколою, Гнеєм Сергієм Фіденатом Коксоном і Луцієм Емілієм Мамерціном. Протягом цієї каденції було створено чотири нові триби: Стеллатіна, Троментіна, Сабатіна і Арнієнса, довівши таким чином їхню загальну чисельність до 25. Народні трибуни знову пропонували виділення Понтійських земель для вольськів.

### Друга трибунська каденція
У 380 році до н. е. його було обрано вдруге військовим трибуном з консульською владою разом із Луцієм Валерієм Публіколою, Гнеєм Сергієм Фіденатом Коксоном, Сервієм Корнелієм Малугіненом і Публієм Валерієм Потітом Публіколою. Того року відбулися суперечки між патриціями і плебеями з питання про те, чи можна віддавати римських громадян у боргову кабалу. Цим вирішили скористатися жителі міста Пренесте, які виступили з війною до Риму. Щоб уникнути зовнішньої небезпеки й обмежити владу трибунів, сенат обрав диктатором Тита Квінкція Цинцінната Капітоліна, який зрештою й привів римлян до перемоги проти Пренесте. Якихось свідчень про дії Ліцінія Мененія під час цього трибунату немає.

### Третя трибунська каденція
378 року до н. е. його втретє було обрано військовим трибуном з консульською владою разом з Спурієм Фурієм Медулліном, Квінтом Сервілієм Фіденатом, Марком Горацієм Пульвіллом, Публієм Клелієм Сікулом і Луцієм Геганієм Мацеріном. Того часу, як в Римі патриції і плебеї продовжували дискутувати щодо питання про римських громадян, яких віддавали в рабство через борги, вольски почали нищити сільську місцевість навколо міста. Сенат організував військову кампанію, і армію було розділено на дві частини. Спурій Фурій і Марк Горацій вторглися до території вольськів уздовж узбережжя, в той час як Квінт Сервілій і Луцій Геганій керували армією, яка була розташована навколо Риму. Про дії Ліцінія Мененія у цій каденції свідчень не збереглося. Оскільки вольски відмовилися від явних бойових дій, римляни вдалися до розграбування сільській місцевості супротивника. За цю каденцію були відновлені та реформовані правила царя Сервія Туллія стосовно різних коміцій. Цього ж року було встановлено дипломатичні відносини з тираном Сиракуз Діонісієм I.

### Четверта трибунська каденція
376 року до н. е. його було вчетверте обрано військовим трибуном з консульською владою разом з Сервієм Сульпіцієм Претекстатом, Сервієм Корнелієм Малугіненом, Луцієм Папірієм Крассом. Тоді ж на Тускулум, місто-союзник Риму, напали воїни міста Веллетрі. Римляни зрештою відбили нападників і зняли облогу, але не змогли здобути кінцеву перемогу над ними. Надалі обрання військових трибунів було перервано на п'ять років до 370 до н. е., протягом яких Рим їх не міг обирати через блокаду народних трибунів Гая Ліцинія Кальва Столона і Луція Секстія Латерана.
Про подальшу долю Ліцінія Мененія згадок у документах немає. 